# Лебединский, Лев Иванович
Лев Ива́нович Лебеди́нский (оте́ц Лев; 1785, Ардатов, Нижегородская губерния — 1862, там же) — протоиерей Русской православной церкви, первый благочинный Ардатова.

## Биография
Родился в 1785 году в городе Ардатове Нижегородской губернии в семье дьякона. В 1811 году окончил Нижегородскую духовную семинарию, сразу после чего занял пост в священника Знаменского собора своего родного города. В 1817 году, после преобразования приходского училища в Ардатовское уездное училище, был назначен учителем Закона Божия, в 1822 году повышен до первоклассного учителя. В 1826 году ему был пожалован набедренник, в том же году назначен депутатом Ардатовского духовного правления. В 1828 году получил новую должность — уездного цензора проповедей. В 1831 году Лев Иванович был награжден скуфьёй. В октябре 1833 года рукоположен в сам протоиерея, в состав его благочиния входили Знаменский собор и две городские церкви. В документах о повышении упоминается о «благоразумной ревности к доброму порядку, честности, похвальному поведению» и наличие у нового благочинного «грамоты священнической и протоиерейской, равно и бронзового креста за 1812 год». Скончался в Ардатове в 1862 году.